# Traquair House

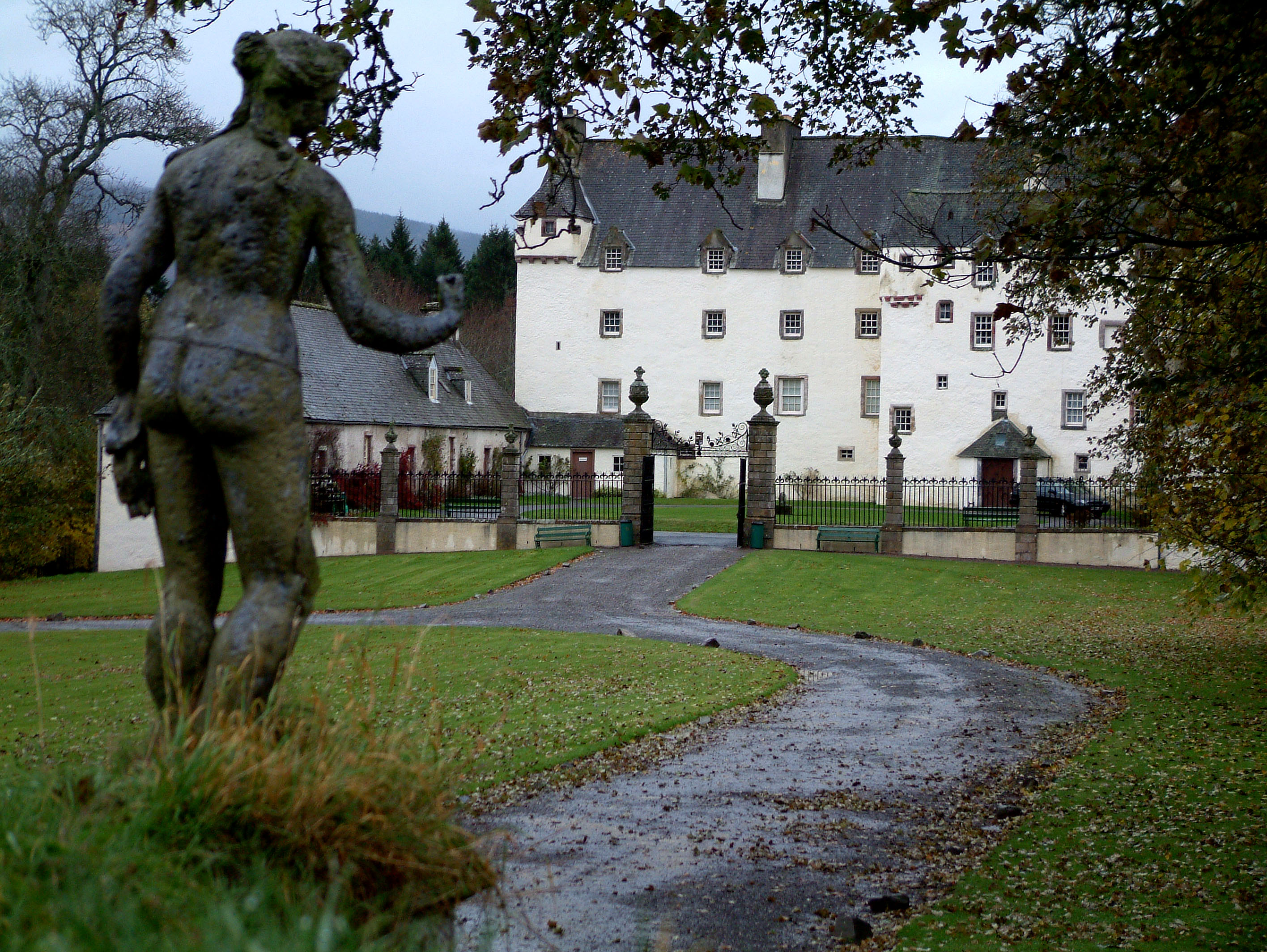
Traquair House

Traquair House je historický dům, ležící asi 8 kilometrů jihovýchodně od města Peebles, ve skotské správní oblasti Scottish Borders. Dům byl vystavěn původně jako opevněné výletní a lovecké sídlo, které ovšem nemělo znaky hradu, či zámku. Vystavěn do dnešní podoby byl v roce 1107 a je považován za nejdéle permanentně osídlený dům ve Skotsku. V místě je i malý pivovar, užívající stejného jména, rozsáhlý park s keřovým bludištěm, „Medvědí brána“, jež nesmí být znovu otevřena, dokud nebudou v zemi opět vládnout Stuartovci a jiné zajímavosti.

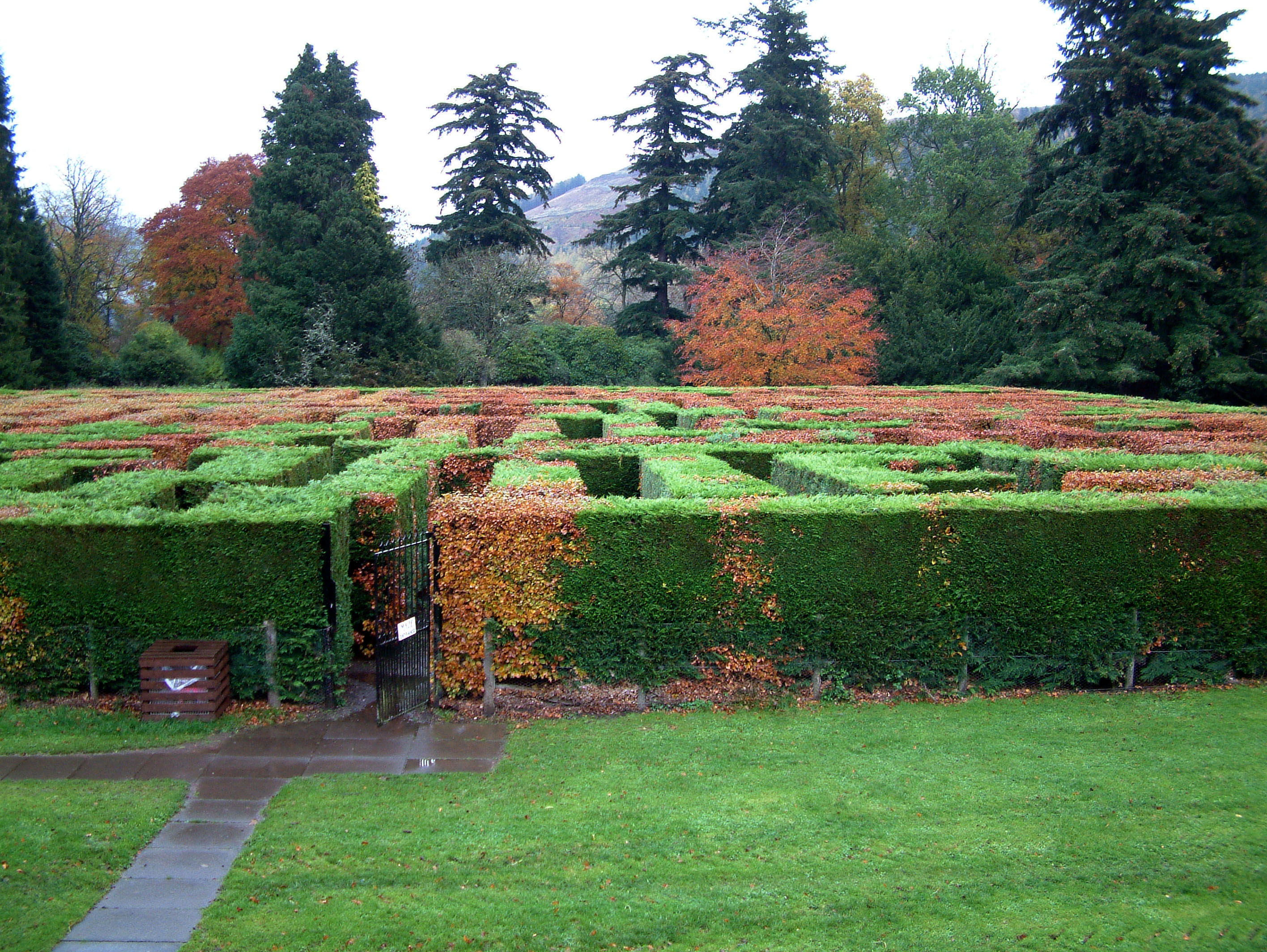
Bludiště, které se nachází v zadní části parku